# 신승남
신승남(慎承男)은 대한민국 제30대 검찰총장이다. 
2001년 5월 26일 ~ 2002년 1월 15일까지 대한민국 제30대 검찰총장을 지냈다. 